# Lenaberg
Lenaberg är kyrkby i Lena socken, Uppsala kommun. Den har även fungerat som kyrkby. Enligt en karta från 1714 bestod Lena kyrkby av Lenaberg, Prästgården, Klockarbolet och Backa. Här finns även Lenabergs kalkbrott.

## Historia
Byn omtalas första gången 1296 ('in Lenum') då Ramfrid Gustavsdotter (lejon) sålde i gård där till Uppsala domkyrka. Hennes svärson Karl Gregersson (Bjälboättens oäkta gren) bytte 1299 till sig jord i byn. En Fastulf i byn var vittne till Ramfrid Gustavsdotters testamente 1302. Den Uppsala domkyrka tillhöriga gården drog 1536 in till Gustav Vasa som arv och eget. Därutöver omfattade byn ett mantal skatte, från 1548 redovisat med en utjord i Årsta, samt ett mantal frälse, som 1479 ärvts av Birgitta Magnusdotter (Natt och Dag). Det ärvdes därefter av hennes son Erik Abrahamsson (Leijonhufvud), av hennes dotter Margareta och ingick senare liksom det andra hemmanet i byn i kungahusets arv och egetinnehav. Båda hemmanen ingick i Gustav II Adolfs donation till Uppsala universitet 1624.